# Chorągiew husarska koronna Stanisława Herakliusza Lubomirskiego

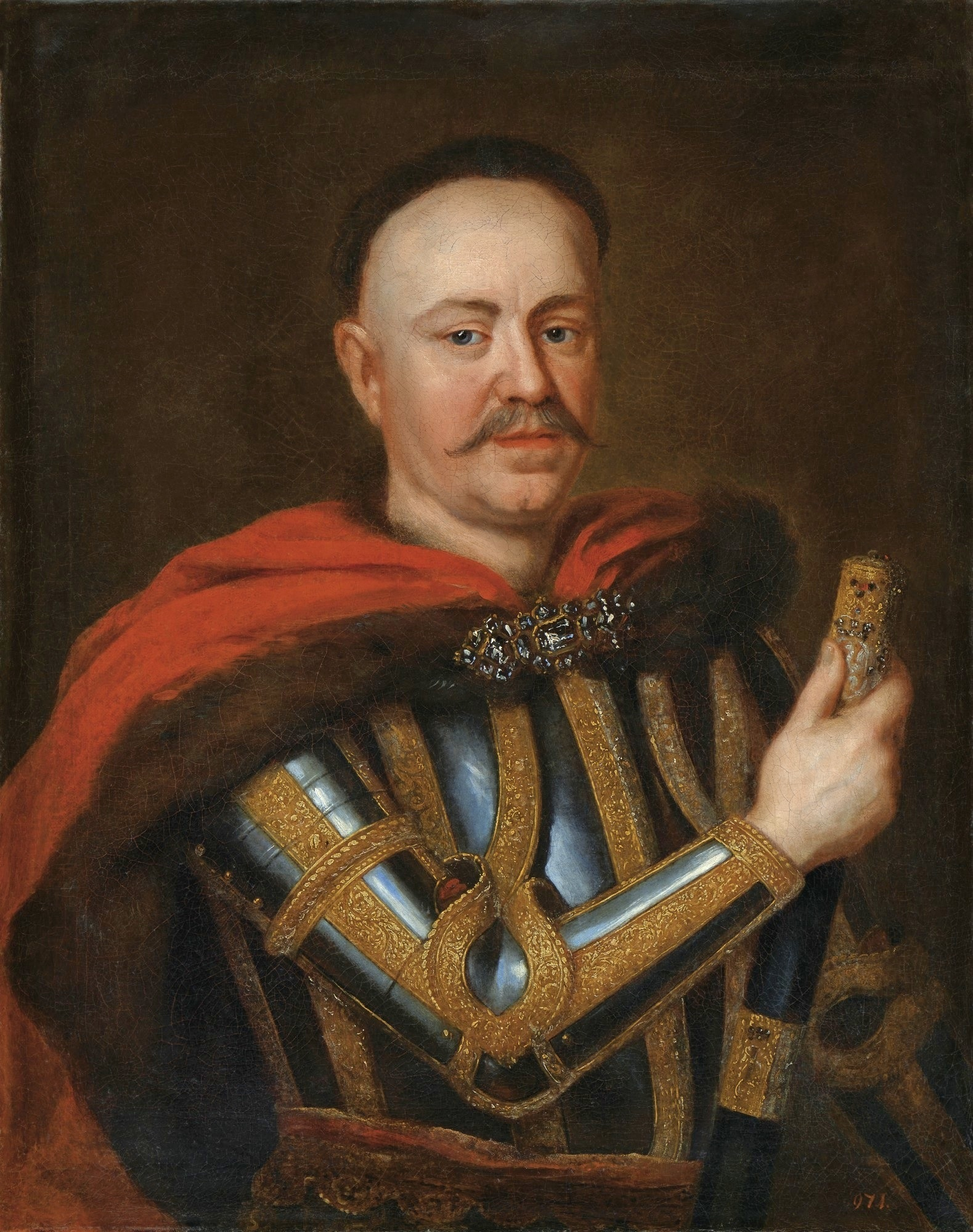
Stanisław Herakliusz Lubomirski herbu Szreniawa bez Krzyża

Chorągiew husarska koronna Stanisława Herakliusza Lubomirskiego – chorągiew husarska koronna II połowy XVII wieku, okresu wojen Rzeczypospolitej z Turcją i Rosją.
Fundatorem i patronem chorągwi był marszałek wielki koronny Stanisław Herakliusz Lubomirski herbu Szreniawa bez Krzyża.
Żołnierze chorągwi znaleźli się w kompucie wojsk koronnych pod Wiedniem w 1683 (120 koni) i wzięli udział w wojnie polsko-tureckiej.